# Pilar Arcos
María del Pilar Paulina Pubillones Guallart (La Habana, Cuba, 6 de junio de 1893 - Los Ángeles, California,  10 de enero de 1990), conocida artísticamente como Pilar Arcos, fue una cantante cubana-estadounidense de origen español, interpretó música popular como el cuplé, la copla, la zarzuela, el tango y el bolero.

## Trayectoria artística
Era hija del empresario circense español Manuel Pubillones (Gran Circo Pubillones) y de Pilar Guallart (La 'Bella Geraldine', trapecista y bailarina). Nació en Cuba pero luego su familia retornó a España, Pilar estudió música en el Conservatorio de Madrid. De nuevo volvió a Cuba y allí se casó en 1913 con Guillermo Arcos, por lo que a partir de entonces se le conoció en su carrera artística por el apellido de su primer esposo.
Casada después con el cantante y actor Fortunio Bonanova, del que también se separaría, ambos formarían su propia compañía de espectáculos en 1926. En 1929 Pilar Arcos viajó a España donde cantó en teatros y continuaron sus triunfos durante dos años. Posteriormente y junto a Bonanova viajaron nuevamente a España en 1935, con el ánimo de desarrollar más su carrera, pero al iniciarse la Guerra Civil regresó a los Estados Unidos donde intentó suerte en el cine, solamente participó en papeles secundarios de películas hispanas (Castillos en el aire, Verbena trágica, El otro soy yo, Cuando canta la ley y El milagro de la Calle Mayor) y en varias obras de teatro (Santa, El nido ajeno, La herida luminosa…), posteriormente se dedicaría al doblaje de películas.
Autora de una amplísima discografía que abarcó diversos géneros musicales, popularizó canciones como Fumando espero o Las tardes del Ritz, y fue la primera en grabar la zambra María de la O en 1935.